# Wartislaw I av Pommern
Wartislaw I av Pommern, död 1135, var regerande hertig av Pommern från någon gång före år 1109 och 1135. 
Han besegrades av Boleslav III av Polen i slaget vid Nakło 1109 och underkastade sig Polen som vasall. Han konverterade till kristendomen och iscensatte kristningen av Pommern 1124-1128. 
Han betraktas som den första historiskt dokumenterade hertigen av Pommern och som grundaren av Griffindynastin. 